# Novo Aripuanã
Novo Aripuanã este un oraș în unitatea federativă Amazonas (AM) din Brazilia.